# Бокс в Уганде

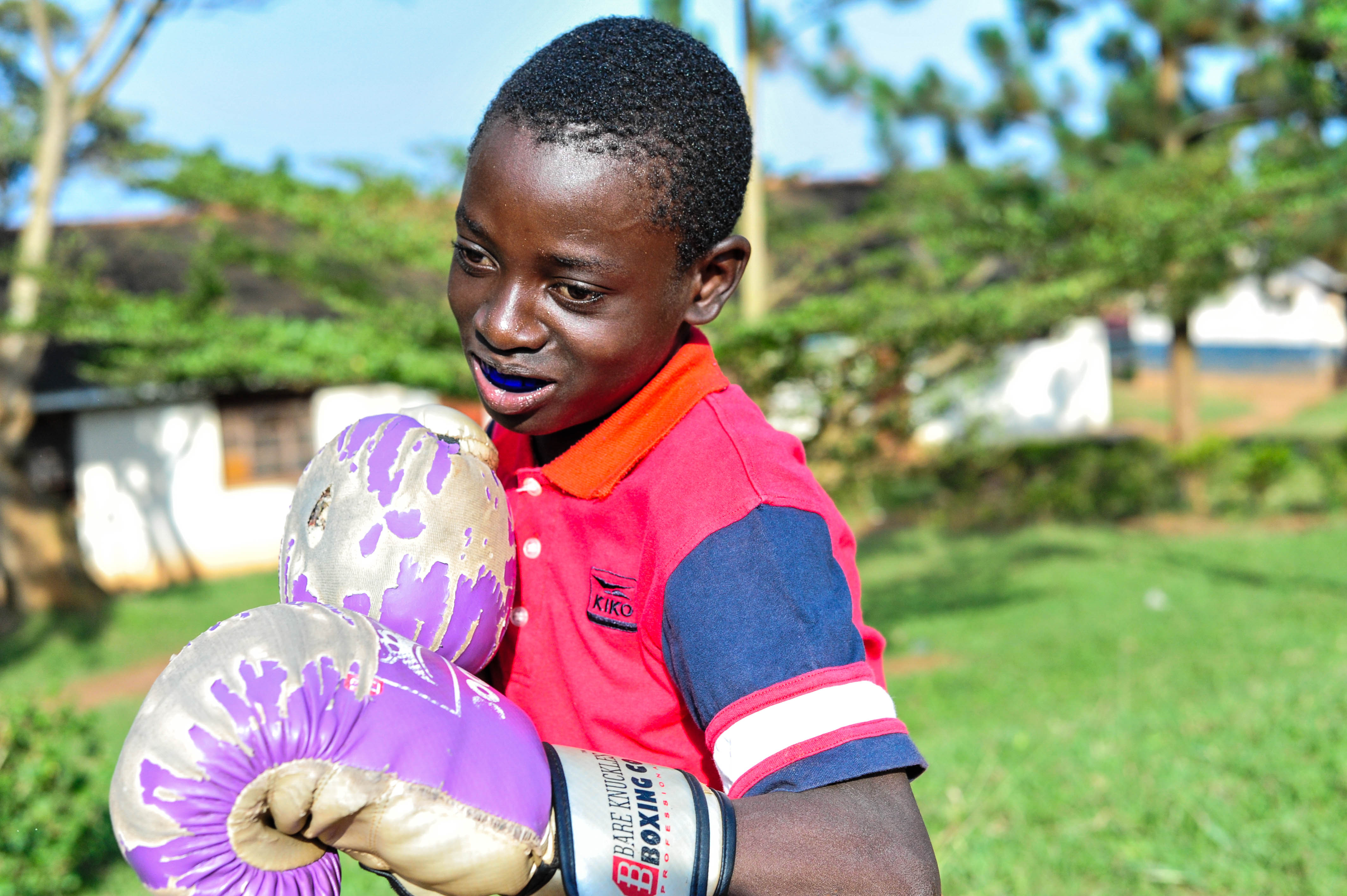
Угандийский мальчик занимается боксом, 2018 год

Бокс один из самых популярных видов спорта в Уганде. Федерация бокса Уганды является членом Международной ассоциации бокса (ИБА). Угандийские боксёры дебютировали на Олимпийских играх в 1956 году и с тех пор завоевали четыре медали (3 серебряные и 1 бронзовую).

## История

### Зарождение
На территории Уганды бокс начал развиваться ещё до провозглашения независимости в 1962 году. Документально зафиксировано, что турниры по боксу проводились как минимум с 1925 года. В 1950 году благодаря усилиям Чарльза Поттса была основана Ассоциация любительского бокса Уганды (UABA), которая провела свой первый чемпионат в следующем году. Первым боксёрским клубом стал «The Kampala Boxing Club».

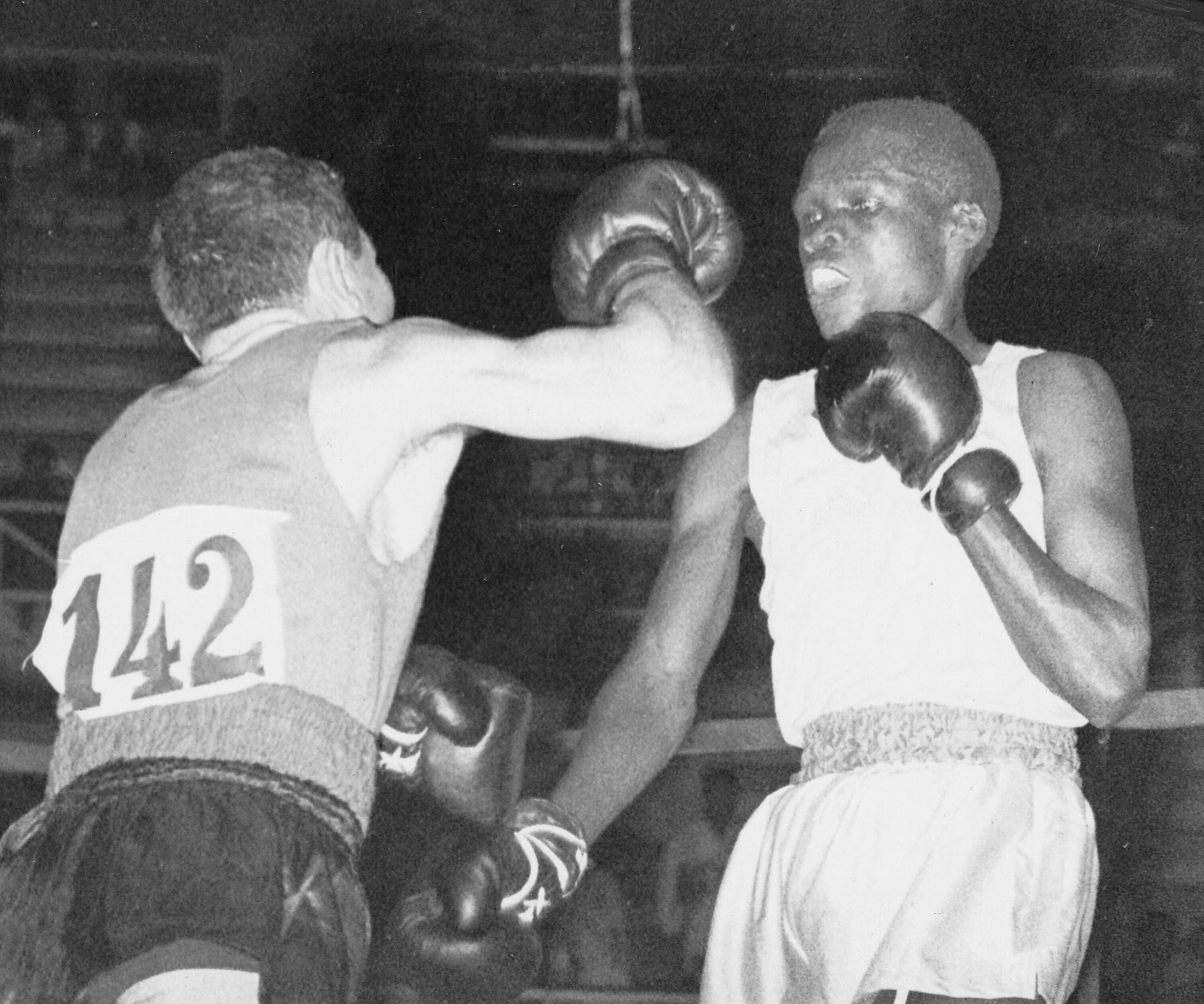
Бой Фрэнка Кисекки на Олимпиаде 1960 года

Первым крупным турниром для Уганды в боксе стали Игры Британской империи и Содружества наций в Перте (Австралия) в 1958 году. Золотую медаль в этом виде спорта принёс Джордж Ойвилло, одержавший победу в полутяжёлом весе. Впервые участниками Олимпиады угандийские боксёры стали в 1960 году. Тогда на играх в Риме выступило шесть спортсменов: Фрэнк Кисекка, Джон Сентонго, Грейс Серуваги, Фрэнк Ньянгвесо, Питер Одиамбо и Джордж Ойвелло.
Первые олимпийские медали угандийские боксёры завоевали в 1968 году в Мехико. Тогда медалистами стали Эридади Мукванга (54 кг) и Лео Рвабвого (51 кг), взявшие серебряную и бронзовую награды. Четыре года спустя, на Олимпиаде-1972, Рвабвого вновь поднялся на пьедестал, став серебряным призёром.
С 1971 по 1979 год президентом Уганды был генералом Иди Амин, ранее занимавшийся боксом и становившийся чемпионом Уганды по боксу в полутяжёлом и тяжёлом весах.

### Становление
В 1970 году сборная Уганды по боксу удачно выступила на Играх Содружества в Эдинбурге, где золотые медали завоевали Джеймс Одвори (48 кг), Мохамед Мурули (63,5 кг) и Бен Масанда (свыше 81 кг). Четыре года спустя, на соревнованиях в Крайстчерче, Мурули подтвердил свой титул, став чемпионом уже в весовой категории до 67 кг. В том же году Аюб Калуле завоевал золото в лёгком весе.
На первом чемпионате мира по боксу в 1974 году в Гаване представитель Уганды Аюб Калуле завоевал единственную золотую медаль среди африканских спортсменов. Его соотечественник Джон Нсубугва стал бронзовым призёром в среднем весе.
Чемпионат Африки по боксу дважды проводился в столице Уганды, городе Кампала: первый раз в 1974 году и второй — в 1983 году. В 1968 году на IV чемпионате в Лусаке (Замбия) угандийские боксеры Лео Рвабвого (51 кг) и Эриапали Мукванга (75 кг) завоевали золотые медали. Два года спустя, на V африканском первенстве в Найроби (Кения), сборная Уганды одержала убедительную победу в общекомандном зачёте, завоевав Кубок Насера и Кубок Кваме Нкрума. Чемпионами континента стали сразу шесть угандийских боксеров: Джеймс Одвори (48 кг), Али Роджо (54 кг), Алекс Одиамбо (60 кг), Мохамед Мурули (67 кг), Муса Абука (75 кг) и Бен Масанда (свыше 81 кг).
Всеафриканские игры 1973 года в Лагосе принесли Уганде две золотые награды — их завоевали Джеймс Одвори (48 кг) и Даниэль Омоло (54 кг). В апреле 1976 года в Кампале был проведён матч между сборной Уганды и боксёрами Вооружённых сил СССР, завершившийся победой гостей со счётом 6:3.
Самым успешным тренером Уганды в боксе является Питер Грейс Ссеруваги, который приводил своих воспитанников к 95 золотым, 75 серебряным и 54 бронзовым медалям на различных турнирах.
Последняя олимпийская медаль Уганды в боксе была завоёвана Джоном Мугаби (67 кг) на Олимпиаде 1980 года в Москве. С тех пор наибольшим достижением угандийских боксёров было попадание в 1/4 финала: Чарльза Лубулву и Додовика Оуини в 1984 году, Франко Ваньяма в 1988 году и Сэма Рукундо в 2004 году.

### Современный период

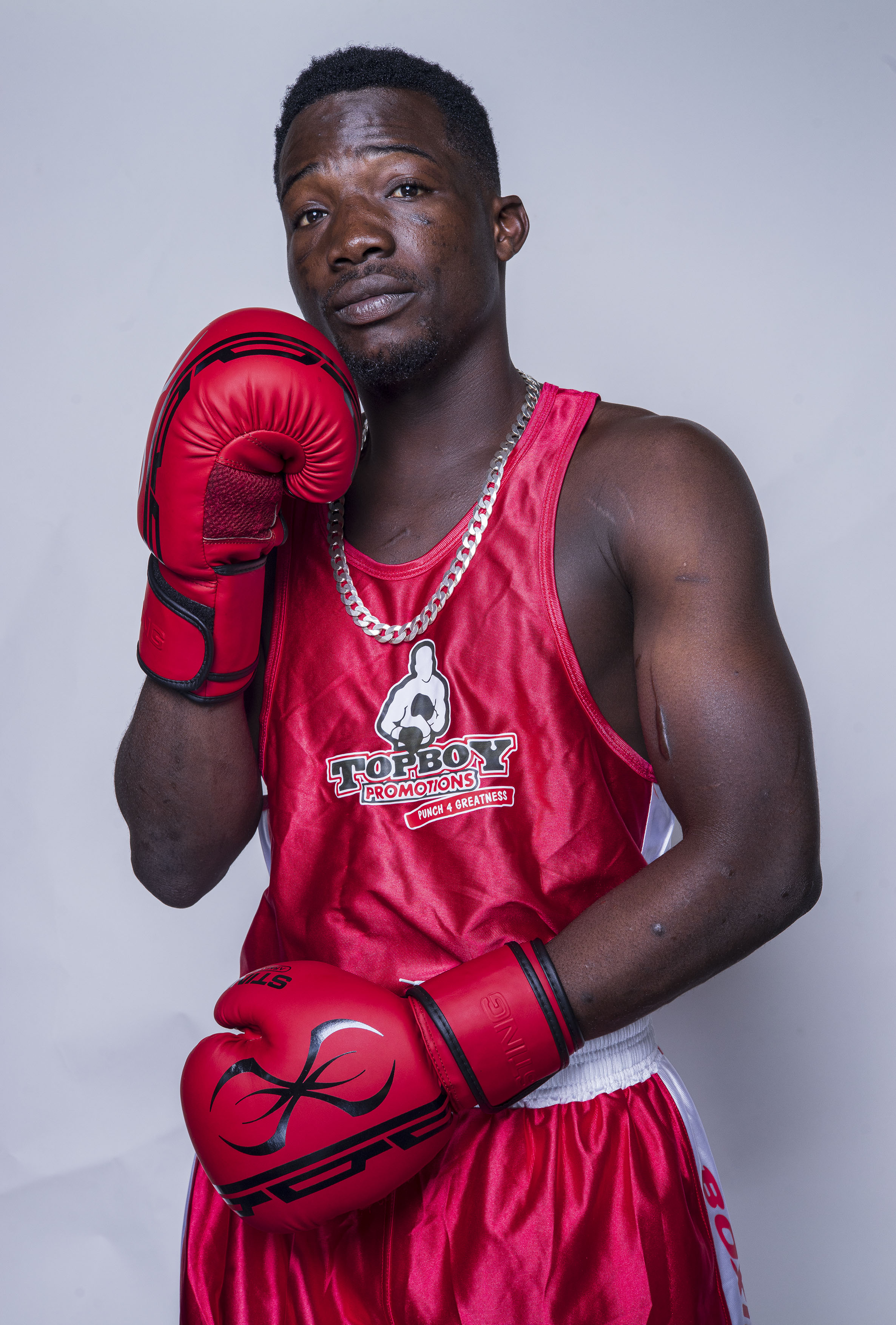
Укаша Матову — призёр чемпионата Африки 2023 года

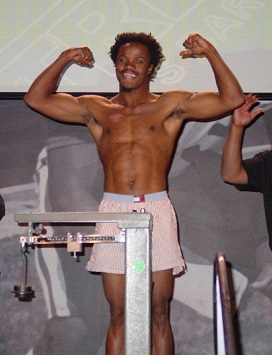
Кассим Оума

С 1998 года на профессиональном уровне выступал Кассим Оума, становившийся чемпион мира по версии IBF в первом среднем весе в 2004—2005 годах.
2 декабря 2022 года президент Международной ассоциации бокса Умар Кремлёв посетил Уганду с однодневным визитом, где дал старт строительству академии бокса.
Накануне старта чемпионата Африки 2023 года в Яунде (Камерун) Федерация бокса Уганды была на гране отмены поездки из-за финансовых проблем. Тем не менее угандийцы в итоге отправились на турнир, где завоевали 2 серебряных и 5 бронзовых наград.
По состоянию на 2025 год в Уганде действовали следующие боксёрские клубы: KCCA, COBAP, «Макиндей», KBC, «Зана», «Лубия», «Кололо», «Боги», «Кололо Хай», «Скорпион», «Ист Кост», «Нагуру», «Муконо», «Калинабари», «Райс энд Шайн», «Пауэр», «Наджа», LBC, «Катве Комбинед», UPDF, «Полис», «Кигве», «Гидеон», «Зебра», «Бусабала», «Бвайсе», «Луканга». Президентом Федерации бокса Уганды с 2018 года является Мозес Муханги.